# Husagölen
Husagölen är en sjö i Karlskrona kommun i Blekinge och ingår i Lyckebyåns huvudavrinningsområde.